# 泥溪長官司
泥溪長官司，在四川省屏山縣西三里。元至元中與馬湖路同置，長官王氏世襲。萬曆十七年三月置屏山縣，因移司於此，府與縣同城。清初為馬湖府治、屏山縣治及泥溪長官司治。雍正後為屏山縣治及泥溪長官司治，並設街坊。
泥溪長官司王氏。泥溪在屏山西泥溪溝之西岸，距縣城四、五里。《蜀中廣記》卷三十六馬湖府引《土夷考》說；「泥溪，傍府而居（按馬湖府冶原在蠻夷司溪口之南岸，元成宗大德四年遷於泥溪司東，今屏山縣治）其東西北三面，連接鳥蒙與羅、回雜處，所受田賦與華民一體奉征調，可得夷兵三百人，受寧戎巡檢司約束。」，《讀史方輿記要》卷七十三馬湖府說。泥溪長官司，王氏世守其地，編戶三里。」，王氏亦系當地土酋，順治九年，土司王嗣傳投誠，敕授武略將軍，世襲司正長官。咸豐三年，王氏絕嗣。